# Bærum SK
Le Bærum Sportsklubb est un club sportif norvégien basé à Sandvika, le centre administratif de Bærum.

## Historique
Le club est fondé le 26 mars 1910 sous le nom de Grane FK pour ensuite prendre le nom de Grane SK, le club devenant omnisports. Une fusion avec le Sandvika AIL en 1946 le renomme en IL Mode. Le nom de Bærum SK est adopté en 1969.
Le club a connu des titres nationaux en hockey sur glace et en bandy, mais n'est désormais plus qu'un club de football.
La meilleure performance du club en championnat de Norvège de football D2 est une cinquième place obtenue lors de la saison 2014.

## Palmarès

### Hockey sur glace
- Championnat de Norvège de hockey sur glace : 1936, 1937, 1939, 1940 et 1947

### Bandy
- Championnat de Norvège de bandy : 1931, 1934, 1936, 1949